# Thomas Zöller (Dudelsackspieler)
Thomas Zöller (* 1977 in Hofheim am Taunus) ist ein deutscher Autor und Dudelsackspieler.
Zöller erhielt seine Ausbildung mit einem Stipendium des Hessischen Ministeriums für Wissenschaft und Kunst sowie der Naspa-Stiftung für Initiative und Leistung und ist seit 1998 professioneller Dudelsackspieler. Er trat mehrfach im SWR-Fernsehen und bei den Tagesthemen der ARD auf. Er spielt die Great Highland Bagpipe, die Border Pipe und die Scottish Smallpipe.
Zöller ist der erste Deutsche, der am National Piping Centre der Royal Scottish Academy of Music and Drama in Glasgow zum Studiengang BA Scottish Music („Piping Degree“) zugelassen wurde. Er hat dort 2002 bis 2005 studiert.
Er hat zehn CDs produziert und innovatives Lehrmaterial in Form von Apps für „iPhone und Co.“ geschaffen. Neben schottischer Dudelsackmusik gehören zu seinem Repertoire damit verwobenene Traditionen – bretonische, irische und auch mittelalterliche Klänge. Er ist weiter künstlerischer Leiter des Interkeltischen Folkfestivals und gibt Unterricht an der von ihm gegründeten Dudelsack-Akademie in Hofheim am Taunus.

## Veröffentlichungen
- Lehrbuch für den mittelalterlichen Dudelsack: Die Sackpfeifen-Fibel. Verlag der Spielleute 2009, ISBN 978-3-927240-90-2
- Sackpfeifen-Fibel, Band 2, Verlag der Spielleute, 2012
- Lern-Apps für den Dudelsack in Zusammenarbeit mit dem schottischen Komponisten Allan MacDonald (Erstveröffentlichung 2014)
- 50 Melodien für die mittelalterliche Sackpfeife, Verlag der Spielleute, 2011